# Jens Jensen (fodboldspiller)
 For alternative betydninger, se Jens Jensen. (Se også artikler, som begynder med Jens Jensen)
Jens Peter Jensen (15. november 1890 i Veksø-16. november 1957 i København) var en dansk fodboldspiller.
I sin klubkarriere spillede Jens Jensen i B.1903 og vandt det danske mesterskab med 1920. 
Jens Jensen deltog i truppen ved OL i Antwerpen 1920 men spillede ikke. Han nåede samme efterår som 29-årig at spille sin eneste landskamp, en venskabskamp mod Sverige på Stockholms Stadion som sluttede 2-0 til Danmark.